# Wake Up Call
Wake Up Call – singel amerykańskiej pop rockowej grupy Maroon 5. Wydany został 7 sierpnia 2007 roku przez wytwórnię A&M/Octone Records jako drugi singel z ich drugiego albumu zatytułowanego It Won't Be Soon Before Long. Utwór napisany został przez dwóch członków zespołu Adama Levine i Jamesa Valentine, natomiast jego produkcją zajął się Mark Stent, Mike Elizondo i grupa.
13 listopada 2007 roku Mark Ronson zremiksował utwór z gościnnym udziałem Mary Jane Blige i pojawił się on na albumie Call and Response: The Remix Album. Singel pojawił się także w grze komputerowej Rock Band.
Do utworu nakręcono także teledysk, a jego reżyserią zajął się Jonas Åkerlund. Singel zadebiutował na 33. miejscu na liście UK Singles Chart i dotarł do szóstej pozycji na Canadian Hot 100.

## Listy przebojów
| Lista (2007)                            | Najwyższa pozycja |
| --------------------------------------- | ----------------- |
| Australia (Top 50 Singles)              | 19                |
| Austria (Ö3 Austria Top 40)             | 17                |
| Belgia (Flandria) (Ultratop 50 Singles) | 3                 |
| Belgia (Wallonia) (Ultratip 50 Singles) | 10                |
| Kanada (Billboard Canadian Hot 100)     | 6                 |
| Dania (Track Top-40)                    | 26                |
| Europa (European Hot 100)               | 46                |
| Niemcy (Top 100 Singles)                | 41                |
| Irlandia (Top 50 Singles)               | 35                |
| Włochy (Top 20 Singles)                 | 8                 |
| Holandia (Dutch Top 40)                 | 20                |
| Nowa Zelandia (Top 40 Singles)          | 32                |
| Szwajcaria (Singles Top 100)            | 12                |
| Wielka Brytania (Singles Top 100)       | 33                |
| Stany Zjednoczone (Hot 100)             | 19                |
| Stany Zjednoczone (Adult Contemporary)  | 19                |

### Końcowo-roczne
| Lista (2007) | Pozycja |
| ------------ | ------- |
| Australia    | 96      |